# Cinephon
Die Cinephon Filmproduktions-Gesellschaft mit beschränkter Haftung ist ein Produktionsunternehmen für die Synchronisation von Filmen mit Sitz in Berlin, eingetragen beim Amtsgericht Charlottenburg unter HRB 15300. Sie wurde 1975 von Peter Baumgartner als Tochterunternehmen der von Erwin C. Dietrich betriebenen Gesellschaften Ascot Filmverleih GmbH und Elite Film AG (firmiert heute als Ascot Elite Entertainment Group), deren Mitinhaber Baumgartner war, gegründet.
Eine Cinephon-Film GmbH, die sich vornehmlich der Filmproduktion widmete, gab es zuvor bereits von 1935 bis 1938 und von 1948 bis 1959.

## Geschichte
Anfänglich synchronisierte das Unternehmen hauptsächlich die von Ascot und Elite eigens produzierten oder vertriebenen Filme und teilte sich bis Ende der 1980er Jahre Büroräume mit Ascot in Berlin. Zahlreiche Synchronfassungen entstanden unter der Feder von Arne Elsholtz, Michael Nowka, Thomas Danneberg oder Peter Baumgartner selbst, darunter Filme wie Die Wildgänse kommen, Geheimcode: Wildgänse oder The Boys from Brazil.
Ab Mitte der 1980er Jahre begann die Cinephon, auch Filme von anderen Verleihern zu bearbeiten. 1990 trennte sich Baumgartner geschäftlich von Dietrich und widmete sich gänzlich seinem Synchronunternehmen, das nun vermehrt Aufträge von anderen Verleihern und TV-Sendern bearbeitete.
Für ProSieben begann die Cinephon Anfang der 1990er Jahre die US-Serie Akte X zu bearbeiten, welche mit über 200 Folgen in 10 Jahren Laufzeit (1993 bis 2002) und einem Kinofilm eine der markantesten Produktionen in der Unternehmensgeschichte darstellte. Bei der ersten Staffel der Serie führte noch Baumgartner selbst die Synchronregie, ab der zweiten Staffel Norbert Langer.
Seit 2001 befindet sich die Geschäftsführung in den Händen von Martin Ruddigkeit. Seit Januar 2014 befinden sich die Büros der Cinephon auf dem Gelände der ehemaligen Berliner Union-Film in Berlin-Tempelhof.

## Produktionen

### Fernsehserien (Auswahl)
- ’Allo ’Allo!
- Akte X – Die unheimlichen Fälle des FBI
- Alias – Die Agentin
- Angel – Jäger der Finsternis
- Ashes to Ashes – Zurück in die 80er
- Bermuda Dreieck – Tor zu einer anderen Zeit
- Brothers & Sisters
- Buffy – Im Bann der Dämonen
- Bull
- Cold Case – Kein Opfer ist je vergessen
- Desperate Housewives
- Dice
- Dune – Der Wüstenplanet
- Elementary
- Homeland
- House of Lies
- Legion
- Life on Mars – Gefangen in den 70ern
- Medium – Nichts bleibt verborgen
- Meine wilden Töchter
- New Girl
- Nurse Jackie
- O.C., California
- Pushing Daisies
- Ray Donovan
- Seven Days – Das Tor zur Zeit
- Shameless
- The Mentalist
- The Middle
- The Newsroom
- The Originals
- The Strain
- Vampire Diaries
- Two and a Half Men
- Wayward Pines
- Welcome, Mrs. President
- Witches of East End

### Kinofilme (Auswahl)
- Akte X – Der Film
- Another Gay Movie, Another Gay Sequel: Gays Gone Wild!
- Bee Season
- Blindsight
- Bobby
- Boy Soldiers
- Die Zehn Gebote
- Dungeons & Dragons – Die Macht der Elemente
- Es lebe Hollywood
- Fantastic Movie
- Force of Impact – Tödlicher Asteroid
- Jeepers Creepers – Es ist angerichtet
- Jumper
- Latter Days
- Monster Man – Die Hölle auf Rädern
- My Bloody Valentine 3D
- Nine Lives – Das Haus des Schreckens
- Parasite
- Pulse – Du bist tot, bevor Du stirbst
- Repo! The Genetic Opera
- Saw, Saw II, Saw III, Saw IV, Saw V, Saw VI, Saw 3D
- The Hitcher
- The Mechanik
- The Player
- Unthinkable – Der Preis der Wahrheit